# Lappajärvi
Lappajärvi je jezero v obcích Lappajärvi, Alajärvi a Vimpeli v provincii Jižní Pohjanmaa v západním Finsku. Má rozlohu 145,49 km². Dosahuje maximální hloubky 36 m. Nachází se v nadmořské výšce 69,5 m

## Vznik
Jezero vzniklo důsledkem pádu meteoritu před 77,85 (±0,78) milióny let, tj. v období svrchní křídy. Kráter vytvořený dopadem má 23 km v průměru.
Před 2. světovou válkou byl kráter považovaný za vyhaslou sopku. Stejně jako v případě jezera Jänisjärvi byl však později překlasifikován na kráter meteoritický.

## Vodní režim
Z jezera odtéká řeka Ähtävänjoki.